# Volo Royal Air Maroc Express 439
Il 9 luglio 2018, un ATR 72-600 operante il volo Royal Air Maroc Express 439 ha mancato l'atterraggio all'aeroporto di Al Hoseima con tempo nebbioso e scarsa visibilità, impattando con il mare nei pressi della pista e riattaccando subito dopo.

## L'incidente
L’ATR 72, targhe CN-COH, avrebbe dovuto effettuare, nella giornata del 9 luglio, quattro voli, Casablanca - Al Hoseima - Tangeri - Al Hoseima - Casablanca. 
Durante il primo volo, all’altitudine di 16 000 piedi (4 900 m), comparve un messaggio di errore del sistema EGPWS, TERRAIN FAULT, ovvero una momentanea perdita del sistema. Il problema fu ricondotto alla scarsa connessione GPS presente nella zona ed infatti, cinque minuti dopo, l’errore rientrò. L’aereo sarebbe dovuto atterrare sulla pista 17, che presentava una MDA (Minimum Descent Altitude) di 1 030 piedi (310 m). Nonostante non avesse contatto visivo con la pista, il comandante, in quella tratta pilot flying, decise di proseguire, avvicinandosi pericolosamente al mare. Quindi si attivò il GPWS, ad una altezza di 60 piedi (18 m). Il comandante reagì, diede potenza ai motori e alzò la cloche portando il velivolo a 108 piedi (33 m), dopo aver toccato un’altezza minima di 45 piedi (14 m). Atterrati all’aeroporto, i piloti si prepararono per la seconda tratta, per Tangeri, che risulterà essere normale.
In quest'ultimo aeroporto vi fu uno scambio tra comandante e primo ufficiale, un briefing per l'avvicinamento a Al Hoseima, in quanto il volo effettivo sarebbe durato poco. L'avvicinamento sarebbe stato VOR/DME, sempre sulla pista 17. Questo avrebbe abbassato la MDA a 760 piedi (230 m). Il comandante disse che sarebbero scesi a 400 piedi (120 m) se la pista non fosse stata in vista prima della MDA, fino a 2 miglia nautiche dal VOR. Solo in quel caso avrebbero proceduto con un "Go-around". Questo accettò altresi l'istanza del primo ufficiale, che sosteneva di disattivare il GPWS, in quanto nel primo volo sembrava non funzionare correttamente.
Quando giunsero nell'ultima fase del volo, l'atterraggio, seguirono quanto deciso a Tangeri, la torre aveva segnalato che le nuvole erano ad una altezza di 600 piedi (180 m), come sapeva già il domandante. A 400 piedi (120 m), però, la pista non era ancora in vista, e il capitano decise di scendere ulteriormente, con una velocità verticale di 1000 ft/min e configurazione flap a 30 gradi. Giunsero e superarono presto la soglia dei 300 piedi (91 m). Il primo ufficiale si accorse di ciò, "non è normale questo" disse "lo prendo in manuale" continuò, disabilitando il pilota automatico. Erano ad una quota critica di 80 piedi (24 m) e il copilota aveva dato potenza ai motori, portando a sé la cloche. Tuttavia, avendo notato ciò, il comandante portò in avanti la cloche, annullando di fatto l'azione del primo ufficiale. L'aereo urtò due volte il mare, con una accelerazione verticale rispettivamente di 3,2g e 3,9g. Il comandante lasciò allora la cloche e l'aereo si rialzò. Quest'ultimo avvisò la torre che avrebbero dirottato l'aereo all'aeroporto di Nador, mentendo alla richiesta della torre di controllo sui motivi, dicendo di aver avuto un impatto con volatili.

## Le indagini
L'indagine ha rivelato il mancato rispetto delle procedure standard in condizioni di visibilità limitata, scendendo deliberatamente al di sotto dell'assetto minimo di decisione (MDA) e disattivando il sistema di avviso di prossimità al suolo (GPWS).
Le cause sono da ricercarsi dunque sulla mancanza di comunicazione e coordinazione tra i piloti, alla non osservanza dei protocolli di sicurezza e alla disattivazione di sistemi cruciali dell’aeromobile.